# یدژیوویتسه (استان اشوی‌داشکسیه)
یدژیوویتسه (به لهستانی: Jędrzejowice) یک منطقهٔ مسکونی در لهستان است که در گمینا بوزخوو واقع شده‌است. یدژیوویتسه ۳۸۰ نفر جمعیت دارد.